# Motxi
El motxi (en japonès 餅; en xinès 麻糬) és una preparació culinària japonesa feta d'arròs glutinós cuit i aixafat al morter fins que esdevé una pasta, que després és modelada. Com que té un gust naturalment més dolç que altres varietats d'arròs, és el principal ingredient de moltes receptes de dolços tradicionals (wagashi), però també forma part d'uns quants àpats salats o es fon en sopes.
Bé que se'n consumeix tot l'any, al Japó és una menja tradicional de cap d'any i generalment es pren sol, lleugerament torrat i sucat en una salsa feta de shoyu. Com que el motxi és molt enganxós i, menjat així, costa de mastegar, en aquestes festes de cap d'any (que se'n menja molt), sovint causa ennuegaments que poden ser mortals.
Tradicionalment el motxi s'elabora en un cerimonial anomenat motxitsuki, que se sol fer en públic.
El motxi també és popular a Hawaii, Taiwan, Cambodja i Tailàndia com a menjar ràpid.

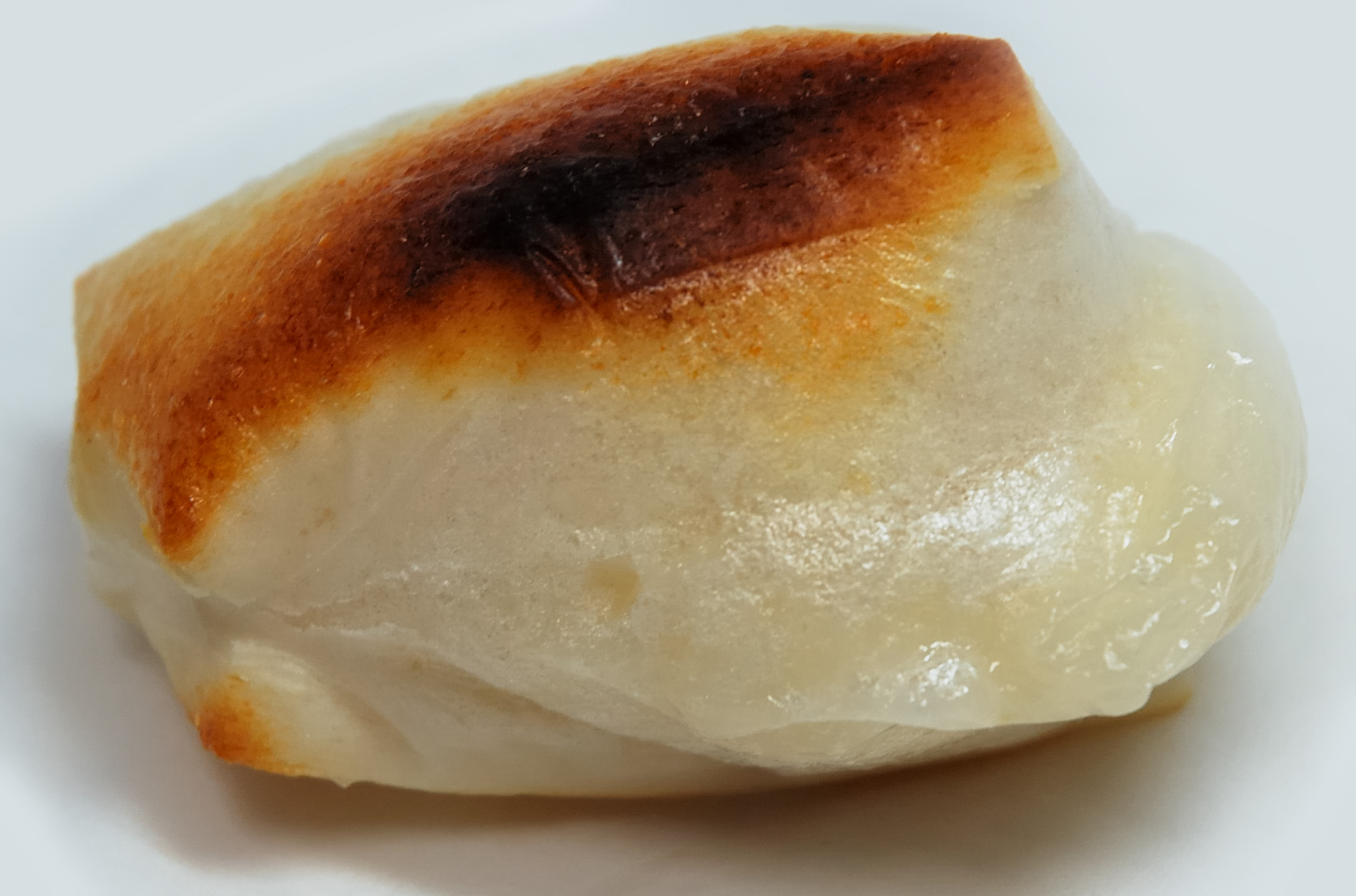
Porció de motxi cuita al forn (el motxi ha crescut i s'ha fet tou i elàstic per dins)